# 大斑篩耳鯰
大斑篩耳鯰，為輻鰭魚綱鯰形目甲鯰科的其中一種，為熱帶淡水魚，分布於南美洲亞馬遜河上游流域，體長可達3.5～4公分，棲息在底層水域，雜食性(偏愛草食性)，有時被涉及水族市面上常以小精靈名稱販售的物種之一，和同樣在市面上也被稱為小精靈的縱帶篩耳鯰、瓦氏篩耳鯰、秘魯篩耳鯰、霍氏篩耳鯰和篩耳鯰混淆。

## 扩展阅读
維基物種上的相關：大斑篩耳鯰